# Sammi Davis
| Sammi Davis                               | Sammi Davis                                          |
| Kattints az alábbi külső linkek egyikére! | Kattints az alábbi külső linkek egyikére!            |
| ----------------------------------------- | ---------------------------------------------------- |
| Nem található szabad kép.(?)              |                                                      |
| külső link · jogvédett                    | Ursula Brangwen szerepében a „Szivárvány”-ban (1989) |

Samantha „Sammi”  Davis, első férje után Sammi Davis-Voss (Kidderminster, Worcestershire, Egyesült Királyság, 1964. június 21. –) Golden Globe-díj-ra jelölt angol színésznő és fotográfus.

## Élete
Első komolyabb filmszerepét 1986-ban kapta, Neil Jordan rendező Mona Lisa c. filmjében May-t, egy tizenéves prostituáltat alakított, rögtön magára vonva a nézők és a kritikusok figyelmét. 
Fontos szerepet (Anna) játszott Mike Hodges rendező 1987-es Ima egy haldoklóért című drámájában, amely egy ír bérgyilkos (Mickey Rourke) és az őt fékezni próbáló pap (Bob Hoskins) konfliktusáról szól. Ugyanebben az évben John Boorman is jelentős szerepet (Dawn) adott neki Remény és dicsőség (Hope and Glory) című világháborús családi drámájában, amely Golden Globe-díjat nyert. 1988-ban mellékszerepet alakított Ken Russell rendező A fehér féreg búvóhelye (The Lair of the White Worm) című horrorfilmjében, Amanda Donohoe, Catherine Oxenberg, Hugh Grant és Peter Capaldi társaságában.
1989-ben Davis már főszerepet játszott Ken Russell Szivárvány c. erotikus filmdrámájában, amely D. H. Lawrence regényéből készült. A Viktoriánus korban játszódó történetben Davis egy álmodozó vidéki leányt, Ursulát alakítja, aki romantikus és mozgalmas viszonyba keveredik tornatanárnőjével, Winifreddel, akit Amanda Donohoe alakít. Kettőjük közös alakítását kedvezően fogadta a kritika.
1990-ben az Egyesült Államokba ment, 1991–1993 között főszerepet (Caroline Hailey) játszott a Homefront című amerikai világháborús romantikus családi tévéfilmsorozat 42 epizódjában. Alakításáért 1992-ben jelölték a legjobb női mellékszereplőnek (sorozat, minisorozat vagy tévéfilm) járó Golden Globe-díjra.
1990-től Kurt Voss (*1963) amerikai filmrendezővel élt házasságban, egy közös leányuk született, 1993-ban elváltak. 1990-ben Davis játszott a Voss által rendezett Horseplayer című kémfilm-drámában. 1998-ban Tony Randel rendező szerepet adott neki a Bűntény Berlinben című bűnügyi és kémtörténetben. Az 1990-es évek végén Davis felhagyott a mozifilmes forgatásokkal, hogy gyermeke nevelésével foglalkozhasson.
2006-ban ismét megjelent a televízióban, a Lost – Eltűntek sorozat egyik epizódjában, ahol a Dominic Monaghan által játszott Charlie Pace anyját alakította
2008-ban hazaköltözött Angliába, és főszerepet játszott a Tony Randel által rendezett The Double Born című pszicho-thrillerben. 2009. június 21-én feleségül ment Simon Drew filmproducerhez, aki gyermekműsorokat készít a televízió számára. Davis jelenleg (2022) Sussexben él férjével és fotográfusként dolgozik.

## Fontosabb filmszerepei
- 2008: The Double Born; Sophie
- 2006: Lost – Eltűntek (Lost); tévésorozat; Mrs. Pace
- 1998: Bűntény Berlinben (Assignment Berlin); Tracy Garret
- 1991–1997: Homefront, tévésorozat, 42 epizódban; Caroline Hailey
- 1995: Négy szoba (Four Rooms); „The Missing Ingredient” c. rész; Jezebel
- 1994: Vörös cipellők (Red Shoe Diaries), tévésorozat; Brandy
- 1994: Tavaszi ébredés (Spring Awakening), tévéfilm; Aimée Daumar
- 1992: Perverz játék (TV Movie), tévéfilm; Nia Barnett
- 1991: Chernobyl: The Final Warning, tévéfilm; Jelena Masenko
- 1991: Tökéletes menyasszony (The Perfect Bride); Stephanie
- 1990: Horseplayer; Randi
- 1989: Szivárvány (The Rainbow); Ursula Brangwen
- 1988: A fehér féreg búvóhelye (The Lair of the White Worm); Mary Trent
- 1988: Perzselő szenvedélyek (Consuming Passions); Felicity
- 1987: Remény és dicsőség (Hope and Glory); Dawn
- 1987: Lionheart; Baptista
- 1987: Ima egy haldoklóért (A Prayer for the Dying); Anna
- 1987: Szemenszedett hazugságok (Pack of Lies); tévéfilm; Julie Jackson
- 1986: Mona Lisa; May
- 1986: Auf Wiedersehen, Pet; tévésorozat; Pippa
- 1984: Crimewatch UK; tévé-dokumentarista film; prostituált